# ويليام إس. كينيون (سياسي)
ويليام إس. كينيون (بالإنجليزية: William S. Kenyon)‏ هو محامي وقاضي وسياسي أمريكي، ولد في 10 يونيو 1869 في إليريا في الولايات المتحدة، وتوفي في 9 سبتمبر 1933 في مقاطعة ساغداوك في الولايات المتحدة. حزبياً، نشط في الحزب الجمهوري. وقد انتخب قاضي محكمة الاستئناف الأمريكية للدائرة الاتحادية وانتخب عضو مجلس الشيوخ الأمريكي.